# Gottfried Hirz

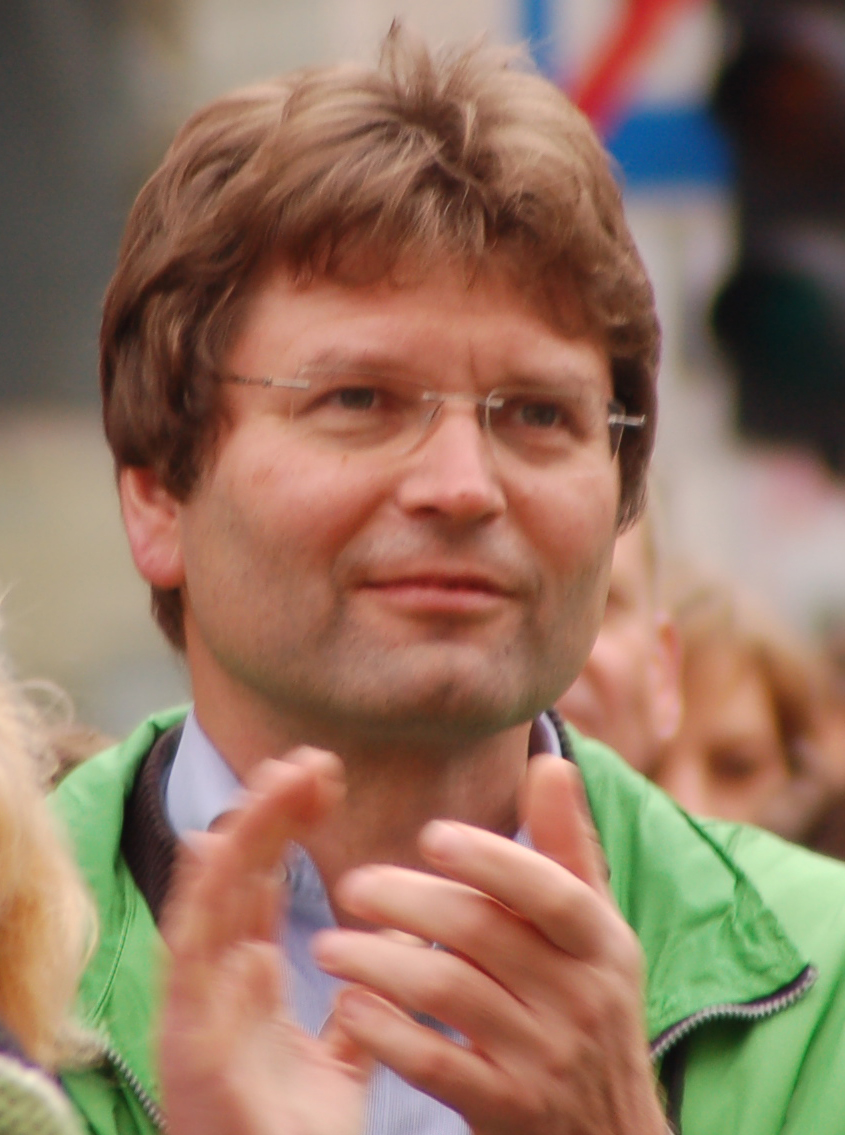
Gottfried Hirz (2008)

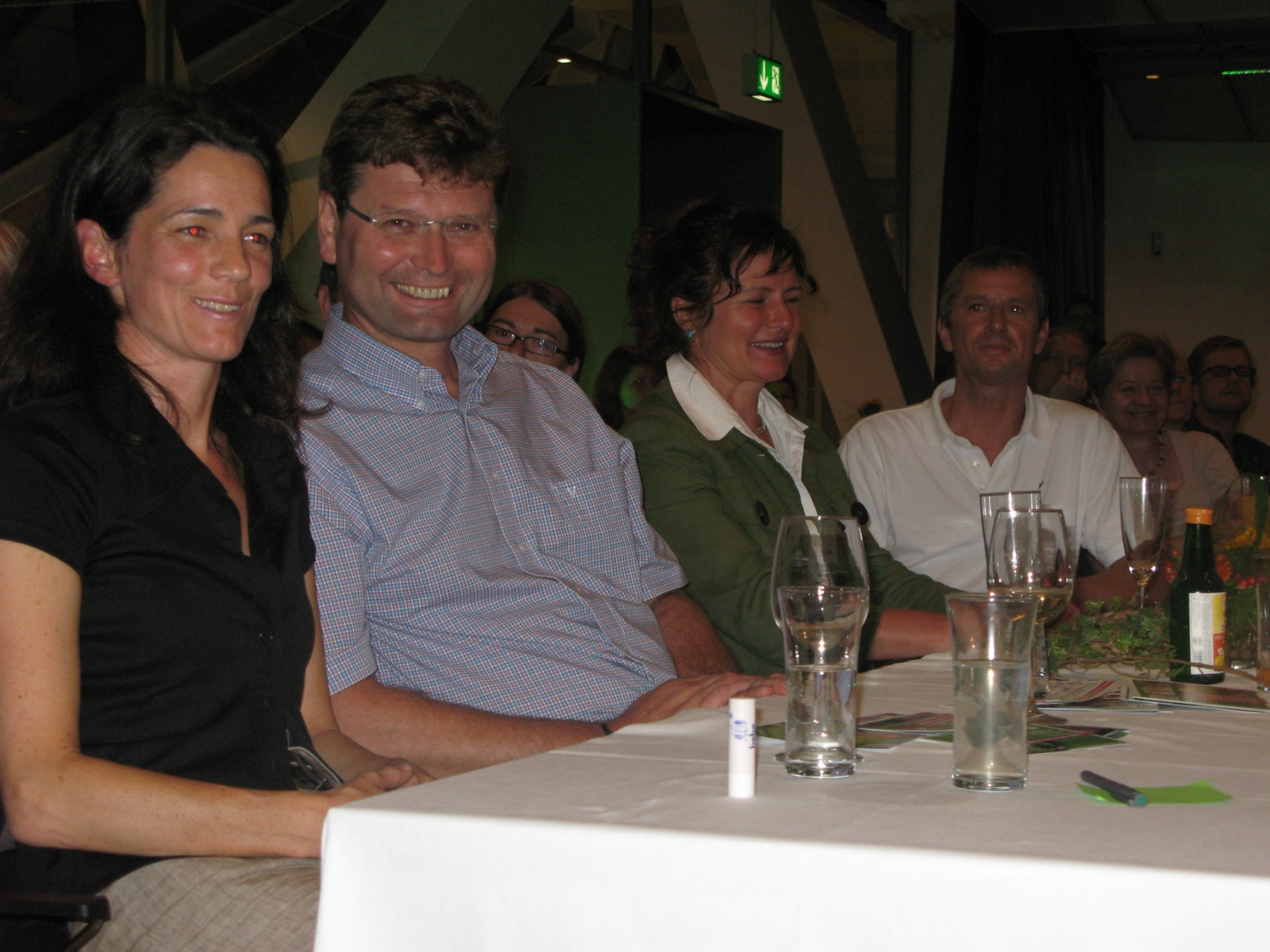
Gottfried Hirz, zweiter von links (2009) im Kreis der Grünen Landtagsabgeordneten

Gottfried Hirz (* 21. März 1958 in Linz) ist ein oberösterreichischer Politiker (Grüne). Er war ab 2003 Abgeordneter zum Oberösterreichischen Landtag. Von 2007 bis Mai 2021 fungierte er dort auch als Klubobmann der Grünen.
Seit 2024 leitet er das Rote Kreuz Oberösterreich als Präsident.

## Ausbildung und Beruf
Gottfried Hirz besuchte nach der Volks- und Hauptschule das Adalbert-Stifter-Gymnasium der Diözese Linz und die Pädagogische Akademie des Bundes in Linz. Danach arbeitete Hirz von 1979 bis 1980 als Hauptschullehrer an der Hauptschule Ampflwang. Dann leistete er von 1980 bis 1981 seinen Zivildienst beim Roten Kreuz ab. Hirz war danach in den Jahren 1981 bis 1997 Hauptschullehrer in Schwanenstadt (HS 1 und 2).

## Leben
Im Oktober 2024 folgte er als Präsident des Roten Kreuzes Oberösterreich dem zuvor verstorbenen Walter Aichinger nach. Im März 2025 wurde er ebenfalls als Nachfolger von Walter Aichinger zum  Vorsitzenden des Freiwilligenrates gewählt.

## Politik
Gottfried Hirz gehört zu den Mitbegründern der Grünen Partei in Österreich. Er war Mitbegründer der Alternativen Liste Österreich in Graz 1981 und leistete in der Folge Aufbauarbeit für die ALÖ in Oberösterreich. Ab 1985 war er Mitglied im „Geschäftsführenden Ausschuss“ der Grünen Alternative Oberösterreich und in der Folge Landesvorstandsmitglied bis Dezember 1990. Für die Landtagswahlen in Oberösterreich 1991 und 1997 war Hirz als Programmkoordinator tätig, zudem war er zwischen 1992 und 2004 Landesvorstandsmitglied der Grünen Bildungswerkstatt Oberösterreich. 1997 wurde Hirz zum Geschäftsführer der Oberösterreichischen Grünen gewählt, 1998 zum Landessprecher. Seine Funktion als Landessprecher nahm Hirz bis zum Jahr 2002 wahr, als Geschäftsführer war er bis 2004 tätig. Im Landesvorstand der Grünen OÖ ist er seit 1997 vertreten. Zwischen dem Jahr 2000 und 2002 war er zudem Mitglied im Bundesvorstand der Grünen, von 1997 bis 2016 Mitglied im Erweiterten Bundesvorstand.
Am 23. Oktober 2003 wurde Gottfried Hirz in den Oberösterreichischen Landtag und von seiner Partei zum Klubobmann-Stellvertreter gewählt. Von 2003 bis 2015 war er Mitglied des Koordinierungsausschusses zwischen der ÖVP und den Grünen. Seit 2003 ist Hirz zudem Kuratoriumsmitglied der Pädagogischen Akademie des Bundes Linz und der Berufspädagogischen Akademie Linz. Er war von 2003 bis 2005 Aufsichtsrat der NAVEG und ist seit 2005 Aufsichtsrat der OÖ Verkehrsholding GesmbH. Am 1. Februar 2007 wurde er zum Klubobmann der Grünen im Landtag gewählt.
Am 9. Mai 2009 hielt Hirz eine Rede im Oberösterreichischen Landtag, bei der er für die Einrichtung einer Sperrinfrastruktur zur Bekämpfung von Kinderpornografie im Internet nach deutschem Vorbild argumentierte. Gemeinsam mit der Koalitionspartei ÖVP und allen anderen im Landtag vertretenen Parteien (SPÖ und FPÖ) wurde eine Resolution an die Bundesregierung verabschiedet, Zugangssperren im Internet einzurichten, mit der die Filterung von dokumentiertem Missbrauch von Kindern und Jugendlichen möglich sein sollte.
Trotz innerparteilicher Auseinandersetzungen und einer klaren Ablehnung der geplanten Maßnahmen durch die Grünen auf Bundesebene kam es zu keiner offiziellen Klarstellung seitens Gottfried Hirz oder der Oberösterreichischen Grünen. Allgemein sprechen sich die Grünen für Datenschutz und Grundrechte aus. Vom Deutschen Bundestag wurde das umstrittene Gesetz mit den Stimmen der Regierungskoalition inzwischen beschlossen.
Gottfried Hirz ist seit Jahren in der oberösterreichischen Bildungspolitik tätig unter anderem im Kollegium des Landesschulrates OÖ (2003 bis 2018), als Mitglied des Linzer Hochschulfonds (2009 bis 2020), war zwischen 2018 und März 2021 kooptiertes Mitglied im Universitätsrat der Anton Bruckner Universität Linz und ist seit März 2021 Ersatzmitglied. Von 2003 bis 2007 war er Kuratoriumsmitglied der Pädagogischen Akademie des Bundes und der berufspädagogischen Akademie Linz.
Darüber hinaus engagiert sich Hirz in der oberösterreichischen Sicherheitspolitik, unter anderem als Mitglied des oö. Landessicherheitsrates (2009–2013, 2015 bis 2021) und ist seit 2015 Vizepräsident und Mitglied im Präsidium des OÖ. Zivilschutzverbandes.
Als Obmann des Kontrollausschusses des OÖ. Landtages hat er Debatten über zahlreiche Prüfungen geführt. Besonders brisant waren die Diskussionen um die Berichte „Denkmalgeschützte Gebäude“, um die „KTM-Motohall“, die Prüfung „System Gemeindeaufsicht“. Ohne diese Kontrollarbeit wäre beispielsweise die Gemeinderechtsnovelle nicht so umfangreich ausgefallen und höchst notwendige Verschärfungen im Gemeindeaufsichtsrecht ausgeblieben.
Auf Initiative von Gottfried Hirz wurde 2019  die oberösterreichische Landesverfassung um ein neues Staatsziel erweitert: „Das Land Oberösterreich bekennt sich zum Zugang der Allgemeinheit zu Wäldern, Bergen, Seen, Flüssen und anderen Naturschönheiten.“

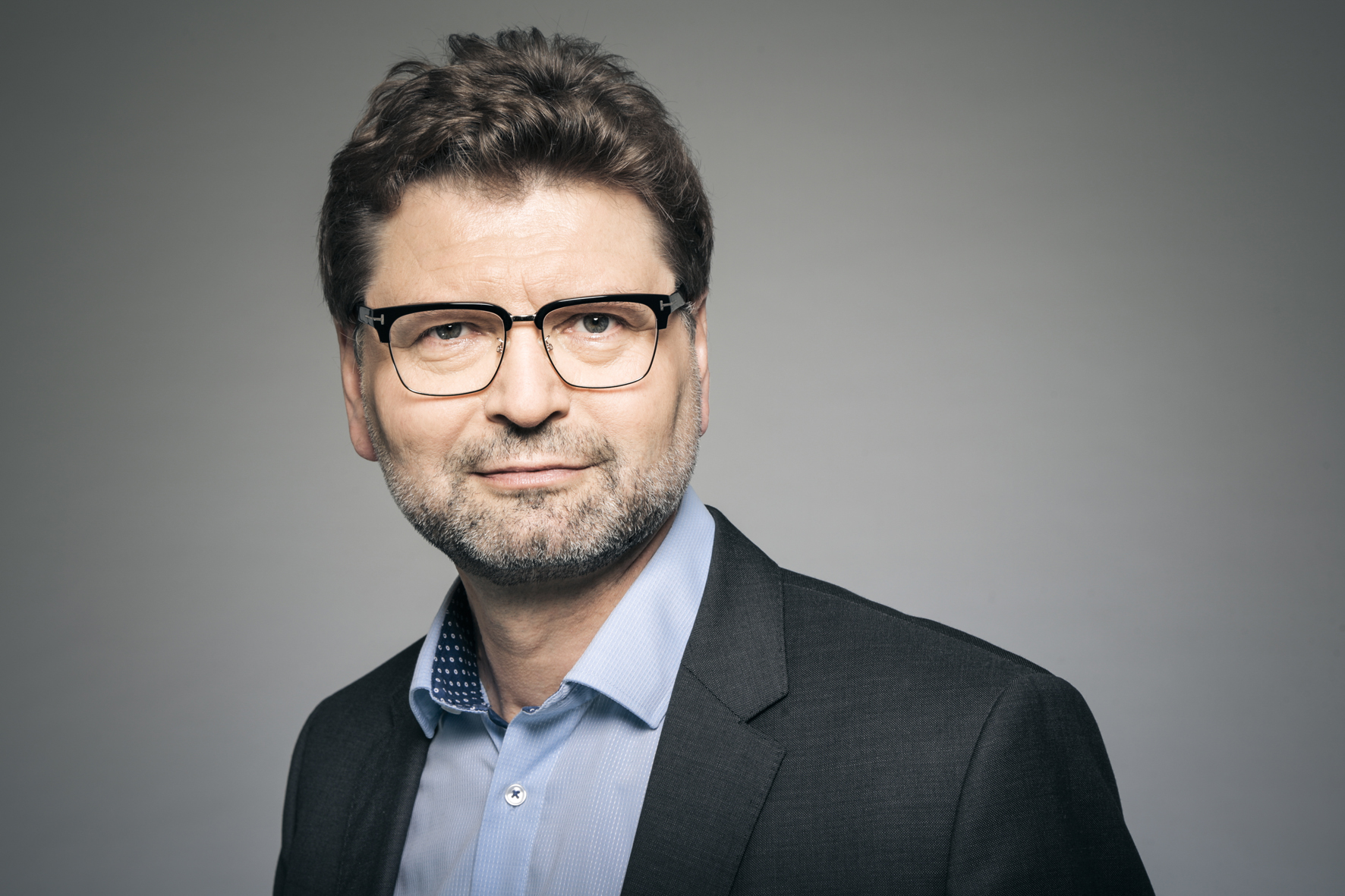
Gottfried Hirz (2018)

Gottfried Hirz kandidiert im Herbst 2021 nicht mehr zur Landtagswahl. Er verließ die Politik insgesamt und begab sich zurück in den Dienst der Bildungsdirektion. Im Mai 2021 folgte ihm Severin Mayr als Klubobmann der Grünen im Landtag nach.

## Auszeichnungen
- Im Oktober 2009 wurde Hirz zusammen mit den Landtagsabgeordneten der Grünen Ulrike Schwarz und Maria Wageneder mit dem österreichischen Big Brother Award für die Forderung nach gesetzlichen Internetsperren für kinderpornografische Webinhalte ausgezeichnet.[17]
- 2022: Goldenes Ehrenzeichen des Landes Oberösterreich[18]

## Privates
Hirz ist verheiratet und hat einen Sohn. Er wohnt seit 1979 im Bezirk Vöcklabruck.